# Giovanni Antonio Antolini

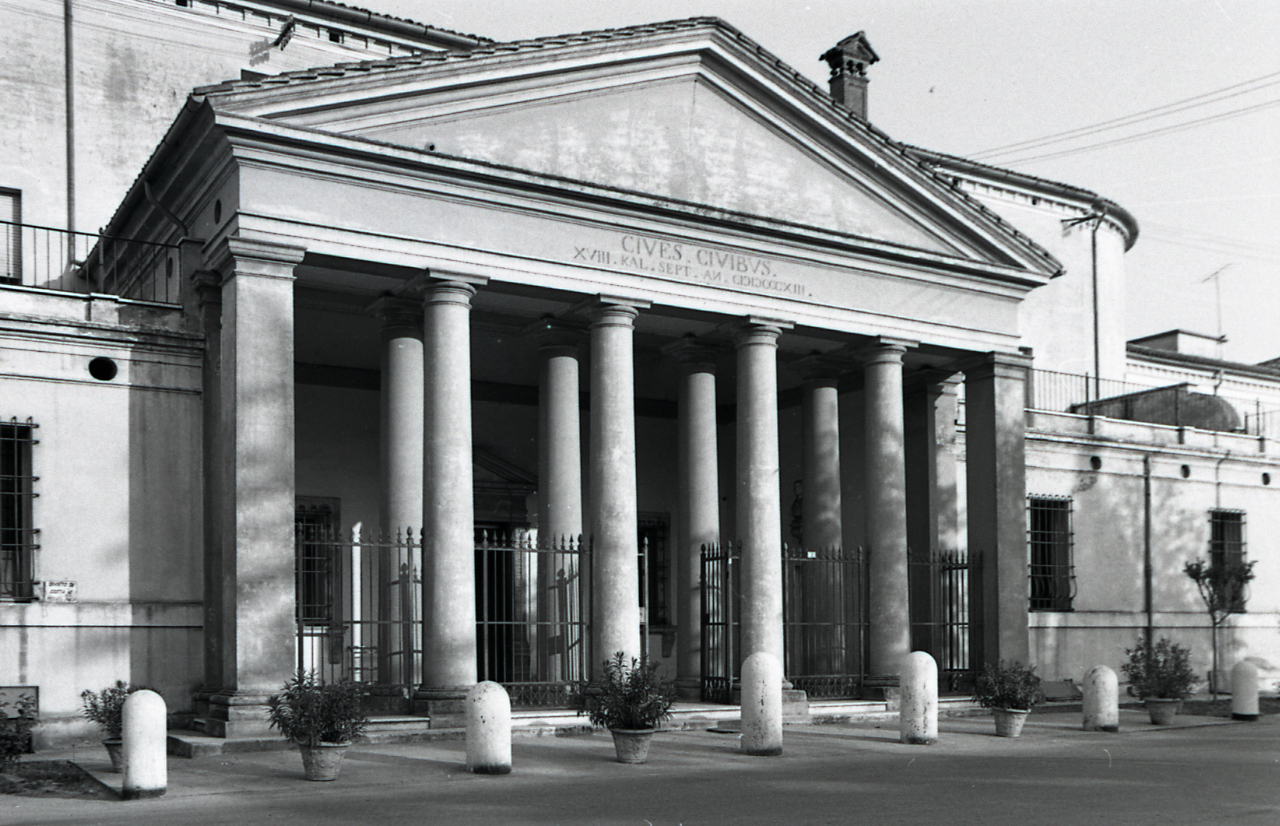
Hospital de los Enfermos, Castel Bolognese (iniciado en el 1813). Foto Paolo Monti, 1968

Giovanni Antonio Antolini (Castel Bolognese, 11 de septiembre de 1753 - Bolonia, 11 de marzo de 1841) fue un arquitecto, ingeniero, urbanista y ensayista italiano, profesor de la Academia de Brera y miembro de la Academia de Bellas Artes de París. 
Entre los exponentes italianos más reconocidos de la arquitectura neoclásica, Antolini ocupa un lugar de gran importancia en la historia de la arquitectura que, en la transición de la Ilustración al Resurgimiento, tuvo la era napoleónica como punto crucial. Abierto inicialmente a las ideas libertarias, luego a la compleja aventura republicana e imperial, fue uno de los intérpretes más perspicaces de las transformaciones culturales que requerían las nuevas ideas de ultramar, incluyendo la construcción y el urbanismo italianos.

## Biografía

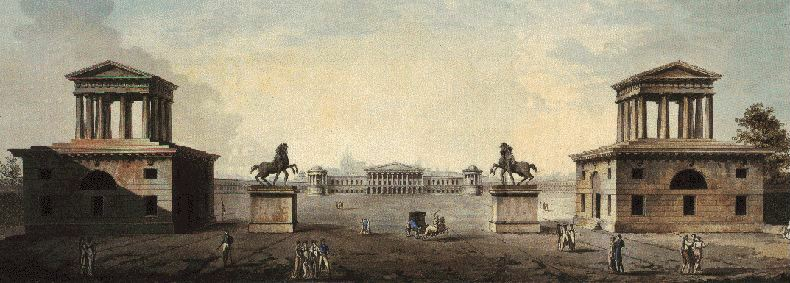
El proyecto de Antolini para el Foro Bonaparte, en Milán (lado ciudad)

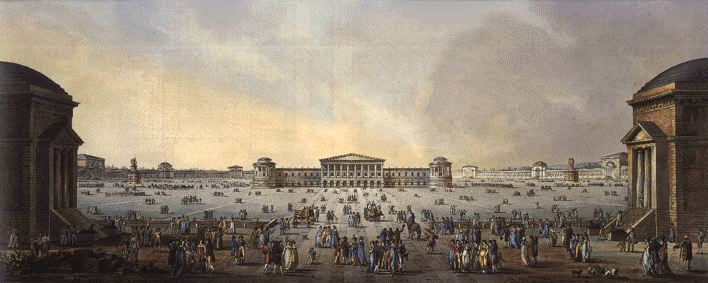
El proyecto de Antolini para el Foro Bonaparte, en Milán (lado Porta Sempione)

Giovanni Antonio Antolini, hijo del notario Gioacchino Antolini y Francesca Tagliferri, quedó huérfano a temprana edad. Se graduó en arquitectura en la Universidad de Bolonia y comenzó su carrera en el área de Roma, donde participó primero en la recuperación de las Marismas Pontinas (1776) y después en el proyecto de la sacristía de la Basílica de San Pedro en el Vaticano, lo que le permitió obtener una beca y encargos del cardenal Jorck. 
Desde Roma, Antolini se trasladó a Umbría y las Marcas, donde construyó el hospital y el orfanato de Fabriano y obras similares en Perugia y Todi. En Umbría también se dedicó a las obras hidráulicas y a la construcción de varios puentes en Città di Castello.
Durante la intervención francesa en Italia (1796-1815), Antolini, simpatizante de la ideología revolucionaria, fue llamado a Faenza (1796), donde diseñó un arco de triunfo dórico para gloria de Napoleón y la nación francesa. El proyecto, neoclásico preveía, además de la construcción del arco, la reurbanización del área urbana adyacente, con la construcción de edificios para tiendas y viviendas, y jardines públicos. El arco, inaugurado en 1799, fue decorado con bajorrelieves del escultor Villafranca, pero pronto fue destruido por los austriacos. Tras el regreso de los franceses, fue reconstruido para celebrar la batalla de Marengo, pero posteriormente también fue demolido.
En 1798, ganó un concurso para construir un monumento a los caídos en la guerra, constituido por ocho pirámides, que se erigiría en Milán. Este proyecto le dio fama en la capital lombarda, donde en 1801 fue nombrado arquitecto y director de proyecto para la construcción del Foro Bonaparte. El plan arquitectónico preveía la creación de una gran plaza circular de 520 metros de diámetro, con el Castillo Sforzesco en su centro y edificios públicos a los lados, incluyendo el Ayuntamiento, unas Termas, un Museo, la Aduana, la Bolsa, el Panteón e incluso una sala para asambleas populares. Debido a los enormes costos y al carácter revolucionario de la propuesta del Foro, el proyecto nunca se realizó. No obstante, los planos originales de Antolini fueron considerados uno de los esfuerzos más importantes de la arquitectura neoclásica, hasta el punto de que el Foro Bonaparte pronto inspiraría la semicircular Piazza del Plebiscito de Nápoles, con la basílica de San Francisco de Paula.
En 1804, la Universidad de Bolonia le propusó para la cátedra en la Facultad de Arquitectura. En 1805, Antolini se ocupó de la restauración del Palazzo del Te en Mantua. Entre 1806 y 1807, completó la restauración de la Villa Pisani en Stra, en la zona veneciana, y la conexión entre las Procuratie Nuove y las Procuratie Vecchie en la plaza de San Marcos, llamadas Procuratie Novissime. 
Su último proyecto fue el hospital de Castel Bolognese, iniciado en 1813. Consiste en un edificio rectangular al que se accede a través de un tímpano de doble columna, de estilo neoclásico. También trabajó en proyectos en el extranjero, donde dejó huella en Egipto, Bélgica y Dinamarca. Sin embargo, con la caída de Napoleón, la reputación de Antolini sufrió un duro golpe y su cátedra en Bolonia también fue revocada. 
De 1803 a 1815, Antolini fue profesor de arquitectura en la Universidad de Bolonia. Por motivos políticos, regresó a Milán en 1815, donde impartió clases de arquitectura en la Academia de Brera durante el resto de su vida. Continuó escribiendo obras sobre hidráulica y arquitectura, incluyendo propuestas para el enderezamiento del río Topino en Umbría y diseños para un puente sobre el Tíber en Città di Castello. En 1820, Antolini fue admitido como miembro asociado extranjero de la Academia de Bellas Artes de París. Parece que falleció en Bolonia, el 11 de marzo de 1841, o en Milán en 1842. 
El estilo de Antolini era representativo del gusto neoclásico de finales del siglo XVIII romano, marcado por la influencia racionalista y funcionalista de Carlo Lodoli y Francesco Milizia y la perspectiva utópica de los visionarios arquitectos franceses Étienne-Louis Boullée y Ledoux, aunque contrastaba con el enfoque más imaginativo, a veces ecléctico, de su contemporáneo Giuseppe Pistocchi, quien produjo muchos esquemas que rivalizaban con los de Antolini.

## Escritos
A pesar de su estatura como hombre de ciencia y cultura, Giovanni Antonio Antolini fue singularmente relegado por la crítica posterior a un olvido historiográfico del que, en esencia, emergió casi exclusivamente por su célebre proyecto del Foro Bonaparte (Milán 1801), así como por sus importantes escritos teóricos sobre la arquitectura, enumerados a continuación:
- L'Ordine dorico, ossia il Tempio d'Ercole nella città di Cori, Stamp. Pagliarini, Roma, 1785.
- Piano economico-politico del Foro Bonaparte, Agnelli, Milán, 9 Brumale-Anno X Rep..
- Il progetto del Nuovo Borgo fuori porta Imolese, Faenza, 1797.
- Il progetto della villa Il Prato del Palazzo Laderchi, Faenza, 1797-1799.
- Due archi fuori porta Imolese, Faenza, 1797 y 1800.
- La sistemazione nella quattrocentesca chiesa di S. Stefano del Circolo Costituzionale, Faenza, 1798[2]
- La costruzione della villa La Rotonda dei Palazzo Laderchi, Faenza, 1798-1805.
- Il Tempio di Minerva in Assisi, Destefanis, Milán, 1803.
- Descrizione del Foro Bonaparte, co' Tipi Bodoniani, Parma, 1806.
- Idee Elementari di Architettura civile, Marsigli, Bolonia, 1813.
- Osservazioni ed aggiunte ai Principi di Architettura civile di F. Milizia, Stella, Milán, 1817.
- Le rovine di Veleia misurate e disegnate, Soc. Tip. de' Classici Italiani, Milán, 1819 (parte primera); Milán, 1822 (parte segunda).
- Il Tempio di Ercole in Cori, 2. ed. accresciuta, Soc. Tip. de' Classici Italiani, Milán, 1828.
- Il Tempio di Minerva in Assisi, 2. ed. accresciuta, Soc. Tip. de' Classici Italiani, Milán, 1828.
- Idee Elementari di Architettura civile, 2. ed. accresciuta, Soc. Tip. de' Classici Italiani, Milán, 1829.
- Le rovine di Veleia, 2. ed., Soc. Tip. de' Classici Italiani, Milán, 1831.
- Principj di Architettura civile di F. Milizia, Ferrario, Milán, 1832.
- Biografia dell'architetto G. A. A., scritta da sé medesimo, postuma in: Giornale Arcadico di Scienze, Lettere ed Arti, XCI, Roma, 11 de agosto de 1843.

## Bibliografia
- Gianni Mezzanotte, Architettura Neoclassica in Lombardia, editore Edizioni scientifiche italiane, Napoli, anno=1966
- M.Giulia Marziliano, Giovanni Antonio Antolini, architetto e ingegnere 1753-1841, editore: Gruppo Editoriale Faenza Editrice, Faenza-Bologna, edizione Prima edizione, anno 2000, isbn=ISBN 88-8138-057-9
- M.Giulia Marziliano (a cura di), Architettura e Urbanistica in Età Neoclassica: Giovanni Antonio Antolini (1753-1841), in Atti del Primo Convegno di Studi antoliniani nel secondo centenario del progetto per il Foro Bonaparte, Bologna-Faenza 25-26 settembre 2000, Gruppo Editoriale Faenza Editrice, Faenza-Bologna, 2003. Gli Atti comprendono contributi di: M. Giulia Marziliano, Andrea Emiliani, Graziano Trippa, Gabriele Albonetti, Erminio M. Ferrucci, Gianni Mezzanotte, Fabiola Bernardini, Giovanna D'Amia, Eugenio Gentili-Tedeschi, Ezio Godoli, Gianluca Kannes, Franco Laner, Gabriele Morolli, Guido Nardi, Alessandra Pfister, Nullo Pirazzoli, Giuliana Ricci, Aurora Scotti-Tosini.